# مندابی (سرده)
مندابی (نام علمی: Bouteloua) نام یک سرده از تیره گندمیان است.